# Seine-Maritime
Seine-Maritime (oznaka 76) je francoski departma ob Rokavskem prelivu, imenovan po reki Seni, ki teče skozenj. Nahaja se v regiji Zgornji Normandiji.

## Zgodovina
Prvotni departma Seine-Inférieure je bil ustanovljen v času francoske revolucije 4. marca 1790 iz dela nekdanje pokrajine Normandije. Sedanje ime je dobil 18. januarja 1955.

## Geografija
Seine-Maritime leži v severnem delu Zgornje Normandije. Na jugu meji na departma Eure, na vzhodu na pikardijska departmaja Oise in Somme, medtem ko je na severu in zahodu obdan z Rokavskim prelivom, kamor se pri Le Havru izliva glavna reka Sena. Severno od izliva se nahaja kredasta planota Pays de Caux.